# أولغا بروسنيكينا

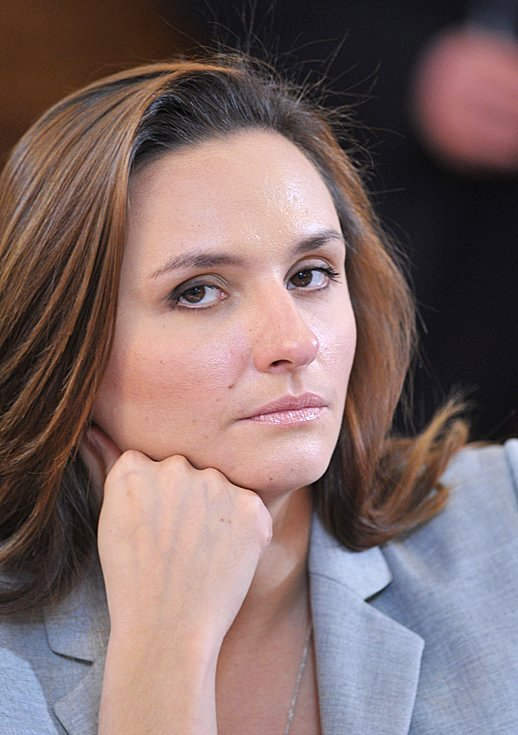
أولغا بروسنيكينا

أولغا بروسنيكينا (Olga Brusnikina) (بالروسية: О́льга Алекса́ндровна Брусни́кина) هي لاعبة أولمبية لرياضة سباحة متزامنة من روسيا. شاركت في الأولمبياد الصيفي في 2000–2004، وفازت بما مجموعه 3 ميداليات.

## الميداليات
| ذهب | فضة | برونز | المجموع |
| 3   | 0   | 0     | 3       |

## روابط خارجية
- أولغا بروسنيكينا على موقع الاتحاد الدولي للسباحة (الإنجليزية)
- أولغا بروسنيكينا على موقع قاعة مشاهير السباحة العالمية (الإنجليزية)
- أولغا بروسنيكينا على موقع اللجنة الأولمبية الدولية (الإنجليزية)
- أولغا بروسنيكينا على موقع أوليمبيديا (الإنجليزية)